# Дарвилл, Артур
То́мас А́ртур Да́рвилл (англ. Thomas Arthur Darvill; род. 17 июня 1982) — английский актёр и музыкант. Известен своей работой в пьесе «Среди акул» и ролью Рори Уильямса в телесериале «Доктор Кто». Лауреат премии Лоренса Оливье за роль Кёрли Маклейна в мюзикле «Оклахома!».

## Ранняя и личная жизнь
Мать Артура была в группе кукольного театра, который гастролировал по всему миру. Отец Артура, Найджел, играл на органе Хаммонда у Эдвина Старра, Раби Тёрнера, Fine Young Cannibals и UB40. С 1993 по 2000 год посещал школу Бромсгроув в Вустершире. В подростковом возрасте основал инди-группу «Edmund», названную в честь своего любимого персонажа из книги «Лев, колдунья и платяной шкаф» — Эдмунда Певенси. Увлекается кулинарией и коллекционирует чучела животных. Дарвилл играет на гитаре и клавишных.
За время съёмок в сериале «Доктор Кто» стал другом Карен Гиллан и Мэтта Смита.

## Личная жизнь
Артур Дарвилл состоял в близких отношениях с британской актрисой китайско-шотландского происхождения Софи Ву, с 2011 года они проживали совместно в северном районе Лондона. С 2015 года женат на певице Инес де Клерк.

## Фильмография
| Год       |     | Русское название              | Оригинальное название          | Роль                         |
| --------- | --- | ----------------------------- | ------------------------------ | ---------------------------- |
| 2001      | с   |                               | Sooty                          | Том                          |
| 2008      | с   | Он убивал полицейских         | He Kills Coppers               | полицейский                  |
| 2008      | с   | Крошка Доррит                 | Little Dorrit                  | Эдвард "Тип" Доррит          |
| 2009      | ф   | Кровь Пеликана                | Pelican Blood                  | Кэмерон                      |
| 2010      | ф   | Секс, наркотики и рок-н-ролл  | Sex & Drugs & Rock & Roll      | Мик Галлахер                 |
| 2010      | ф   | Робин Гуд                     | Robin Hood                     | Грум                         |
| 2010—2012 | с   | Доктор Кто                    | Doctor Who                     | Рори Уильямс                 |
| 2011      | ки  | Доктор Кто: Пороховой заговор | Doctor Who: The Gunpowder Plot | Рори Уильямс                 |
| 2012      | с   | Дамское счастье               | The Paradise                   | Брэдли Берроуз               |
| 2012      | кор | Пингвин                       | Penguin                        | Сэм                          |
| 2013—2017 | с   | Бродчёрч                      | Broadchurch                    | преподобный Пол Коутс        |
| 2013      | с   | Белая королева                | The White Queen                | Генри Стаффорд               |
| 2016—2021 | с   | Легенды завтрашнего дня       | Legends of Tomorrow            | Рип Хантер                   |
| 2019      | с   | Мир в огне                    | World on Fire                  | военный лётчик Вернон Хантер |
| 2022      | с   | Песочный человек              | The Sandman                    | Ричард Мэдок                 |

## Работы в театре
| Год       | Русское название                     | Оригинальное название  | Роль            | Театр                                                        | Примечание             |
| --------- | ------------------------------------ | ---------------------- | --------------- | ------------------------------------------------------------ | ---------------------- |
| 1996      | Маленький магазинчик ужасов (мюзикл) | Little Shop of Horrors | Сеймур          |                                                              |                        |
| 2006      |                                      | Terre Haute            | Харрисон        |                                                              |                        |
| 2007      |                                      | Stacy                  | Роб             |                                                              |                        |
| 2007      | Среди акул                           | Swimming with Sharks   | Рекс            |                                                              |                        |
| 2010      | Морской парад                        | Marine Parade          |                 |                                                              |                        |
| 2011      | Доктор Фауст                         | Doctor Faustus         | Мефистофель     | Шекспировский театр «Глобус»                                 | пьеса Кристофера Марло |
| 2012      |                                      | Our Boys               | Пэрри           |                                                              |                        |
| 2013—2014 | Однажды                              | Once                   | Молодой человек | театр Бернарда Б. Джекобса (Бродвей) театр Феникс (Вест-Энд) |                        |
| 2015      | Остров Сокровищ                      | Treasure Island        | Джон Сильвер    | Королевский национальный театр                               |                        |
| 2022-2023 | Оклахома!                            | Oklahoma!              | Кёрли Маклейн   | Янг Вик / Уиндем                                             |                        |